# 施洛斯加滕格拉本河
49°04′28″N 10°53′27″E / 49.07442°N 10.89070°E
施洛斯加滕格拉本河是德國的河流，位於該國東南部，由巴伐利亞負責管轄，屬於施特采爾巴赫河的左支流，河道全長1公里。